# Liste der äquatorialguineischen Botschafter in den Vereinigten Staaten

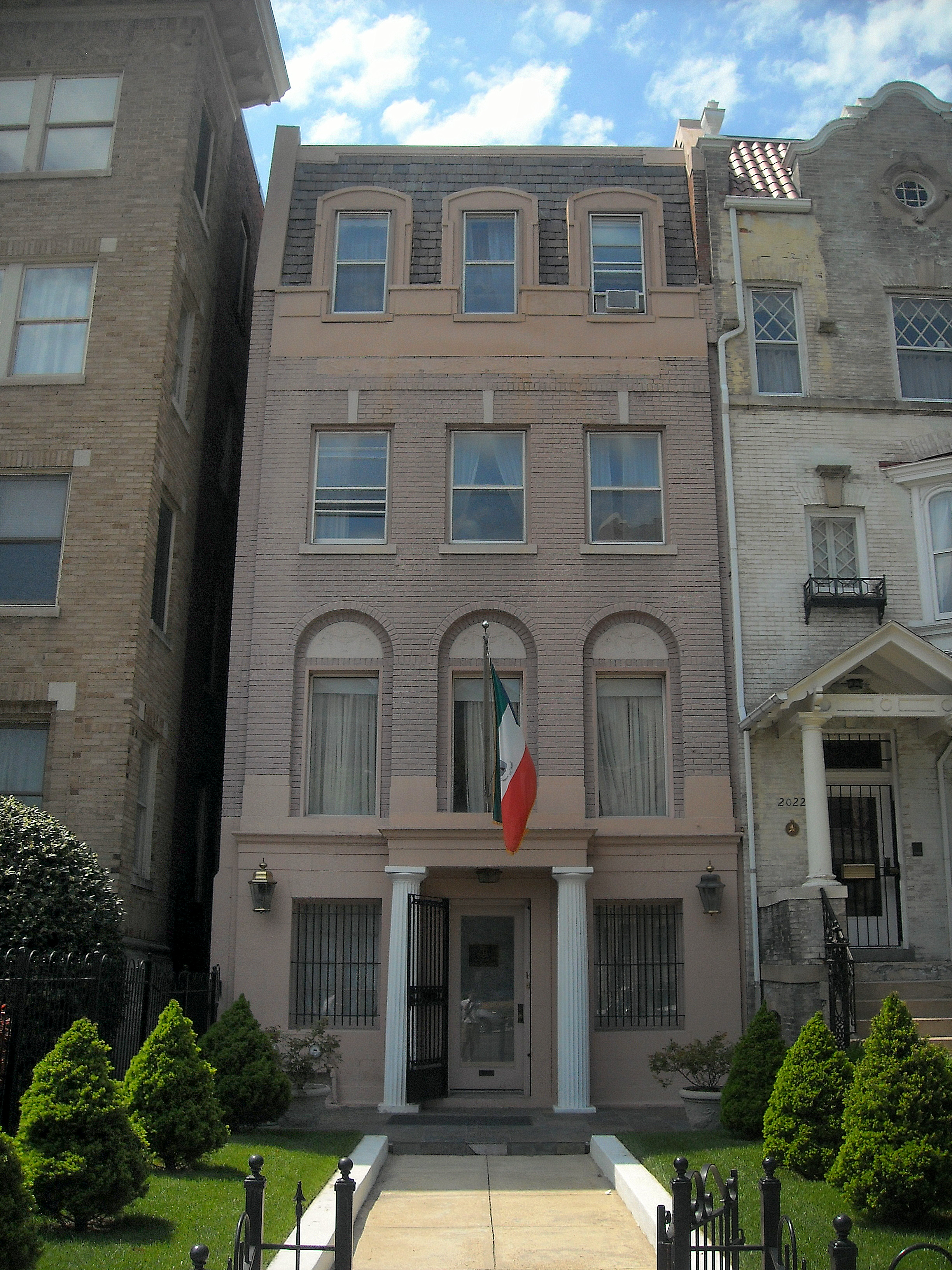
Die Botschaft befindet sich in 2020 16th Street, NW. Washington, D.C.

| Agrément/Ernennung | Akkreditierung | Botschafter             | Bemerkungen | Regierung von Äquatorialguinea | Regierung in den USA | Posten verlassen |
| ------------------ | -------------- | ----------------------- | ----------- | ------------------------------ | -------------------- | ---------------- |
| 26. Juni 1995      | 15. Sep. 1995  | Pastor Micha Ondo Bile  |             | Teodoro Obiang Nguema Mbasogo  | Bill Clinton         |                  |
| 11. Juli 2000      | 5. Sep. 2000   | Teodoro Biyogo Nsue     |             | Teodoro Obiang Nguema Mbasogo  | Bill Clinton         |                  |
| 30. Nov. 2005      | 2. Dez. 2005   | Purification Angue Ondo |             | Teodoro Obiang Nguema Mbasogo  | George W. Bush       |                  |
| 10. Sep. 2013      | 17. Sep. 2013  | Ruben May Nsue Mangue   |             | Teodoro Obiang Nguema Mbasogo  | Barack Obama         |                  |